# National Language Service
Der National Language Service (NLS) ist eine staatliche Institution in Pretoria, die die Kommunikation zwischen den Sprachen des Landes Südafrika unterstützten und fördern soll. Die Behörde wurde auf der Grundlage des Pan South African Language Board Act, 1995 (Act No. 59 of 1995) errichtet.
Gemäß den Anforderungen der Verfassung Südafrikas verwaltet der NLS die sprachliche Vielfalt der südafrikanischen Gesellschaft. Er ist dafür verantwortlich, politische Maßnahmen zur Förderung der einzelnen Sprachen umzusetzen, einschließlich historisch vernachlässigter Sprachen. Seine Hauptaufgabe liegt darin, Übersetzung und Lektorat in allen Amtssprachen Südafrikas anzubieten und zu fördern, und die Sprachenvielfalt durch Sprachplanung und Terminologie-Projekte zu erhalten.
Der NLS fungiert als professioneller Dienstleister der Regierung bei der amtlichen Übersetzung von Dokumenten. Der Terminologie-Service unterstützt die Entwicklung und Modernisierung des technischen Vokabulars der Amtssprachen. Die Sprachplanungs-Aufgaben beinhalten, die Regierung bei der Entwicklung der Sprachenpolitik und deren Umsetzung zu beraten.
Aufgabenüberschneidungen gibt es mit dem Pan South African Language Board (PanSALB) und der Linguistic Rights Unit.
Das Spezialgesetz Official Languages Act, Act 12 of 2012 trat am 2. Mai 2013 durch Präsidentenproklamation in Kraft (Government Gazette Nr. 36392). Es regelt die Verwendung der 11 Amtssprachen für die Bereiche des öffentlichen Dienstes.

## Wesentliche nationale Vorschriften
- National Language Policy Framework (Februar, 2003)
- Implementation Plan: National Language Policy (April, 2003), Grundsatzdokument zur nationalen Sprachenpolitik
- Section 6 der Verfassung (siehe: Act No 108 of 1996), bestimmt die 11 Amtssprachen in Südafrika